# Olpiolum medium
Espèce
 Olpiolum medium est une espèce de pseudoscorpions de la famille des Olpiidae.

## Distribution
Cette espèce est endémique du Paraguay.

## Publication originale
- .Max Beier, « Zur Kenntnis der Pseudoscorpioniden-Fauna des Andengebietes », Beiträge zur Neotropischen Fauna, vol. 1,‎ 1959, p. 185-228